# Jason Danskin
Jason Danskin (* 28. Dezember 1967 in Winsford) ist ein ehemaliger englischer Fußballspieler. Der Mittelfeldspieler war mit 17 Jahren und 151 Tagen einer der jüngsten Debütanten in der Geschichte des FC Everton, konnte sich aber anschließend im Profigeschäft nicht durchsetzen. Sein einziger nennenswerter Titelgewinn war 1987 die Football League Trophy mit Mansfield Town.

## Sportlicher Werdegang
Die Profifußballerlaufbahn von Jason Danskin war kurz und begann Mitte 1985. Noch bevor der Mittelfeldspieler im Juli 1985 beim FC Everton seinen ersten Profivertrag unterzeichnete, war er am 28. Mai 1985 am letzten Ligaspieltag gegen Luton Town eingesetzt worden. Da die „Toffees“ zu diesem Zeitpunkt bereits als englischer Meister feststanden, hatte die Begegnung keinerlei sportlichen Wert mehr. Im Mittelfeld spielte er an der Seite von Derek Walsh und Neill Rimmer, die gleichsam noch in keinem Meisterschaftsspiel gestanden hatten, und nahezu logischerweise ging die Partie gegen Luton mit 0:2 verloren. Danskin als knapp jüngster Spieler dieses Trios war mit diesem Einsatz der bis dahin achtjüngste Ligadebütant in der Geschichte des FC Everton. Wie Walsh und Rimmer setzte sich aber auch Danskin in der Folgezeit bei dem Erstligisten nicht durch und ohne ein weiteres Mal in der Profimannschaft zum Zuge gekommen zu sein, heuerte er im März 1987 beim Drittligisten Mansfield Town an.
In Mansfield absolvierte er nicht nur die letzten zehn Ligaspiele der ausgehenden Saison 1986/87, sondern er stand auch im Finale der Football League Trophy gegen Bristol City in der Anfangself. Hier wurde er jedoch nach 90 Minuten beim Stand von 1:1 ausgewechselt und dadurch war er an dem abschließend erfolgreichen Elfmeterschießen nicht mehr beteiligt. In der Spielzeit 1987/88 fand Danskin bei den „Hirschen“ keine Berücksichtigung mehr und im Januar 1988 wurde er kurzzeitig an den Viertligisten Hartlepool United ausgeliehen. Dort absolvierte er drei Partien, die mit einem Sieg, einem Remis und einer Niederlage endeten, und in deren jeweiligem Verlauf stets John Tinkler für ihn eingewechselt wurde.
Seine nächste Station war in der Saison 1988/89 Northwich Victoria in der Football Conference. Dort bestritt er 23 von 40 Ligaspielen, stand dabei 19 Mal in der Startformation, schoss drei Tore und belegte mit dem Team den zehnten Abschlusstabellenplatz. Es sollten die letzten Auftritte in einem halbwegs professionellen Umfeld sein und später trat Danskin nur noch in der Heimat für Winsford United gegen den Ball.

## Titel/Auszeichnungen
- Football League Trophy (1): 1987